# Huaxiazhoulong
Huaxiazhoulong („čínský obrněný drak“) byl rod ptakopánvého dinosaura z čeledi Ankylosauridae. Fosilie tohoto býložravého obrněného dinosaura byly objeveny v sedimentech geologického souvrství Tchang-pien (Tangbian) na území čínské provincie Ťiang-si.

## Historie objevu
Fosilie typového exempláře (sbírkové ioznačení JPM-N000) byly objeveny roku 1986 v sedimentech souvrství Tchang-pien nedaleko obce Lung-si v městské prefektuře Fu-čou (jihovýchodní Čína). Zkameněliny byly přepraveny do muzea, jejich výzkum ale započal až později. Dinosaurus byl formálně popsán v listopadu roku 2024. Rodové jméno odkazuje k tělesnému pancíři dinosaura, stejně jako druhové shouwen (v překladu „pomalován ve tvaru bestie“).
Objevena byla poměrně kompletní kostra v dobrém stavu zachování, dochovaly se obratle z různých částí páteře, žebra, kosti končetin i osteodermy. Huaxiazhoulong je v pořadí druhým ankylosauridem, popsaným z provincie Ťiang-si, tím prvním je rod Datai, popsaný rovněž v roce 2024.

## Popis

Huaxiazhoulong - porovnání velikosti s dospělým člověkem.

Huaxiazhoulong byl poměrně velkým obrněným dinosaurem, dosahujícím délky přibližně 6 metrů. Patřil tedy k větším ankylosauridům, ačkoliv nebyl tak velký jako například vzdáleně příbuzný mongolský rod Tarchia. Měl mohutné, ploché tělo s výrazným tělesným pancířem v podobě kostěných osteodermů, pravděpodobně i různých výrůstků a rohů. Na konci ocasu měl kostěnou "palici", která sloužila jako obranná zbraň proti predátorům, zároveň ale mohla sloužit i jako zbraň pro vnitrodruhové souboje.

## Zařazení
Provedená fylogenetická analýza ukázala, že Huaxiazhoulong je vývojově primitivním zástupcem podčeledi Ankylosaurinae v rámci čeledi Ankylosauridae. Blízce příbuzným taxonem je další čínský rod Jinyunpelta.